# Чертёнок (фильм, 1988)
«Чертёнок» — итальянский комедийный кинофильм.

## В ролях
- Уолтер Маттау
- Роберто Бениньи
- Стефано Антонуччи
- Паоло Барони
- Паола Баттичиотто
- Флавио Боначчи
- Гиулия Борьини
- Бьянка Мария Бораччетти
- Николетта Браски
- Роберто Корбилетто